# 小行星2386
小行星2386（2386 Nikonov）是一颗围绕太阳公转的小行星。1974年9月19日，柳德米拉·切爾尼赫在克里米亚发现了此天体。
該小行星以蘇聯天文學家弗拉基米爾·鮑里索維奇·尼科諾夫（Vladimir Borisovich Nikonov）命名。
这颗小行星的绝对星等为310.52119等。